# 金城真吉
金城 眞吉（きんじょう しんきち、1944年10月16日 - 2017年11月16日）は、日本のアマチュアボクシング指導者。沖縄県出身。那覇市立首里中学校、沖縄県立南部農林高等学校及び日本大学卒業。

## 経歴
高校・大学とボクシング部に在籍しフェザー級・アマチュア選手として活躍。地方公務員（配属先は那覇市消防本部）の傍ら、妻の清子と共に夫婦で興南高校ボクシング部、（翁長吾央の高校3年進級、さらに嘉陽宗嗣の義務教育終了となった1998年春より沖尚ボクシング部の練習場兼合宿所たる）ウインナーボクシング教室を運営したが2014年春に閉鎖。数多くの全日本高校チャンピオン、国民体育大会、高校選抜優勝者を育てた。
また自身が興南高校の生徒を預かっていた時期に、沖縄水産高校在学中の浜田剛史・新垣諭や母校・南部農林高校在学中の平仲信明・信敏兄弟も指導。
これまでで最も手を焼かせたヤンチャな生徒は後のピューマ渡久地こと渡久地隆人だったが、渡久地の類稀な強打をはじめとする天性の才能、全国大会決勝で川島郭志に惜敗し全日本高校チャンピオンは逃したが直後の海邦国体優勝の実績を評価し、日大に推薦入学させた。
1997年春、沖縄タイムス賞体育賞を受賞。
自身の母校・日大出身者が日本ボクシング連盟で多大な影響力を持っているので、沖縄アマボクシング屈指の有力者として知られる。2024年より連盟会長に就任した仲間達也も教え子のひとりである。
興南高校出身の具志堅用高のみならず横浜高校出身の元日本プロボクシング協会会長大橋秀行（翁長が所属する大橋ボクシングジム会長）も金城を慕い、そして有望選手のスカウトに金城を訪ねている。
教え子の具志堅は「昼は監督が怖くて、夜は(下宿先の銭湯の三男である)上原勝栄さんが怖い。もう余裕がないんですよ」と、当時の厳しさを振り返っている。
2011年より非常勤として東洋大学ボクシング部の監督を務め、卒業後も職員兼コーチとして在籍する村田諒太をロンドンオリンピックミドル級金メダルに導いた。後に総監督。
具志堅の愛弟子である比嘉大吾も高校時代に沖縄代表の総監督として指揮を執った金城の指導を受けたことがあった。
2014年に瑞宝単光章を受章。
2017年11月16日未明、肺がんのため、那覇市内の病院で死去。73歳没。